# Smart
La Smart GmbH (acronimo di Swatch Mercedes ART) è una casa automobilistica del gruppo Mercedes-Benz Group (titolare anche del marchio Mercedes-Benz) fondata ufficialmente nel 1996 e nota per la produzione della piccola Fortwo, automobile per uso cittadino lunga appena due metri e mezzo e omologata per due passeggeri.
La società ha sede a Böblingen, in Germania, e ha assunto il nome attuale solo nel 2002: in precedenza era nota come Micro Compact Car GmbH.

## Storia

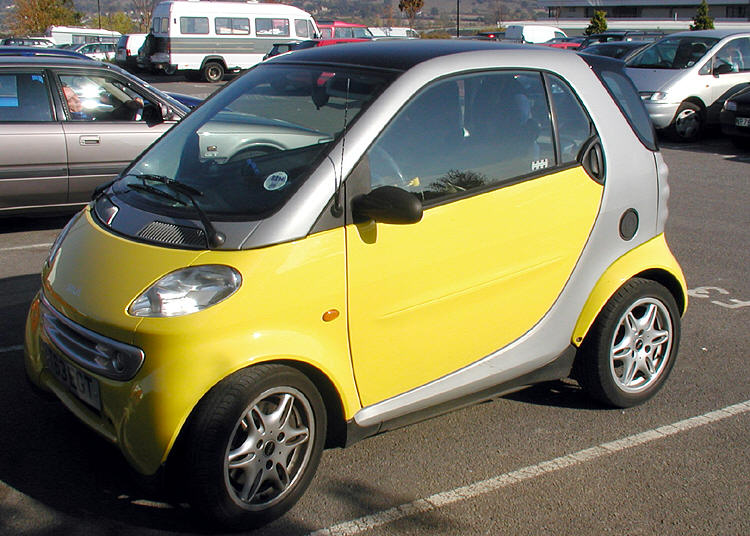
Una Smart Fortwo

Il progetto per una macchina da città di soli due posti risale al 1972, dall'idea di Johann Tomforde, dipendente della Mercedes-Benz. Il suo progetto venne abbandonato, anche a causa del problema della sicurezza su un'automobile che non possiede alcuna zona di deformazione.
Nel 1989 il progetto viene ripreso, iniziando  lo studio di quella che diverrà poi la cellula Tridion (all'inizio chiamata Crash Box) in acciaio ad altissima resistenza. Il progetto verrà confermato e, tre anni dopo, Johann Tomforde mostrerà il primo prototipo ad Irvine (California), in occasione della festa del 4 luglio. Nel dicembre dello stesso anno Nicolas Hayek, inventore e proprietario della Swatch, convoca l'allora amministratore della Mercedes-Benz, Werner Niefer, per lo studio della "Swatchmobile". Nel 1996 nascono i prototipi ufficiali e ad agosto il marchio SMART (acronimo di Swatch-Mercedes ART, ma anche parola inglese che significa "furbo","intelligente") viene registrato.
A causa del mancato superamento del test dell'alce da parte della Mercedes-Benz Classe A, la Smart (che condivide con questa un baricentro alto) è soggetta a una modifica della sua struttura per aumentarne la stabilità in curva e nelle manovre brusche. La produzione viene allora interrotta e il lancio, previsto per il marzo 1998, viene posticipato ad ottobre dello stesso anno.

### La nascita

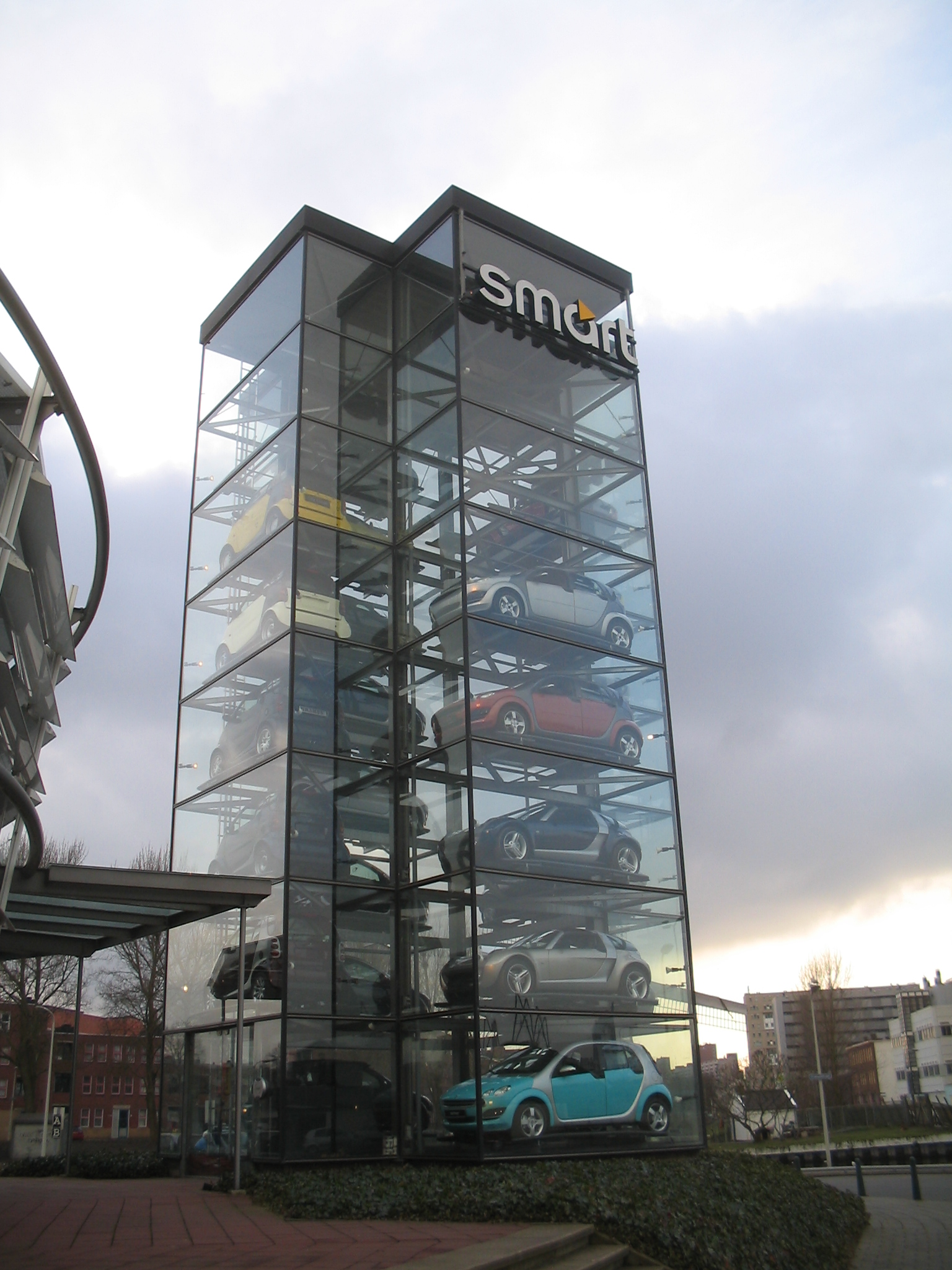
Un'esposizione di Smart

L'automobile, semplicemente denominata SMART (sarà conosciuta come Fortwo solo a partire dal 2003), è una macchina di appena due metri e mezzo, senza cofano anteriore, con pannelli di policarbonato facilmente removibili e sostituibili, in modo da personalizzare facilmente la propria auto, e la cellula Tridion a vista.
All'interno, due grandi sedili, molti elementi di forma rotonda (come le bocchette dell'aria condizionata, orologio e contagiri), plancia di ottima qualità, e un bagagliaio discreto, ricavato nello spazio tra i sedili e il portellone. Il motore (al lancio, un 600 cm³ tricilindrico turbo a benzina) è alloggiato sotto il bagagliaio, la trazione è affidata alle ruote posteriori.
La dotazione di base è molto completa, con ABS, climatizzatore, cambio automatico e alzacristalli elettrico. Optional il servosterzo elettrico e la vernice metallizzata. Il prezzo di lancio, in Italia, è superiore ai 18 000 000 di lire.
Nel frattempo viene fondata la MCC, come azienda produttrice della piccola due posti, e, alcuni mesi dopo, gli accordi tra Mercedes-Benz e Swatch saltano. MCC acquista la quota azionaria della Swatch e diventa così l'unica proprietaria della Smart.
Per problemi di stabilità del veicolo, e a seguito del caso della Mercedes-Benz Classe A, nel 1998 la Smart viene fornita di un controllo della stabilità simile all'ESP, ma meno sofisticato (Trust e modificato dopo pochi mesi in Trust Plus; a partire dal 2003 la Fortwo monta il sistema ESP) e nel 1999 la citycar viene fornita di un motore turbodiesel common rail di 800 cm³ da 41 cavalli. Viene presentata la versione cabriolet e i prezzi vengono ridotti per far fronte a un sensibile calo di vendite.
Nel 2000 vengono annunciate delle novità della piccola casa: una Smart con quattro posti e cinque porte e una roadster. Entrambe nasceranno pochi anni dopo. Nel corso dello stesso anno la Smart supera il crash test EuroNCAP: tre stelle su cinque.

### L'ampliamento della gamma

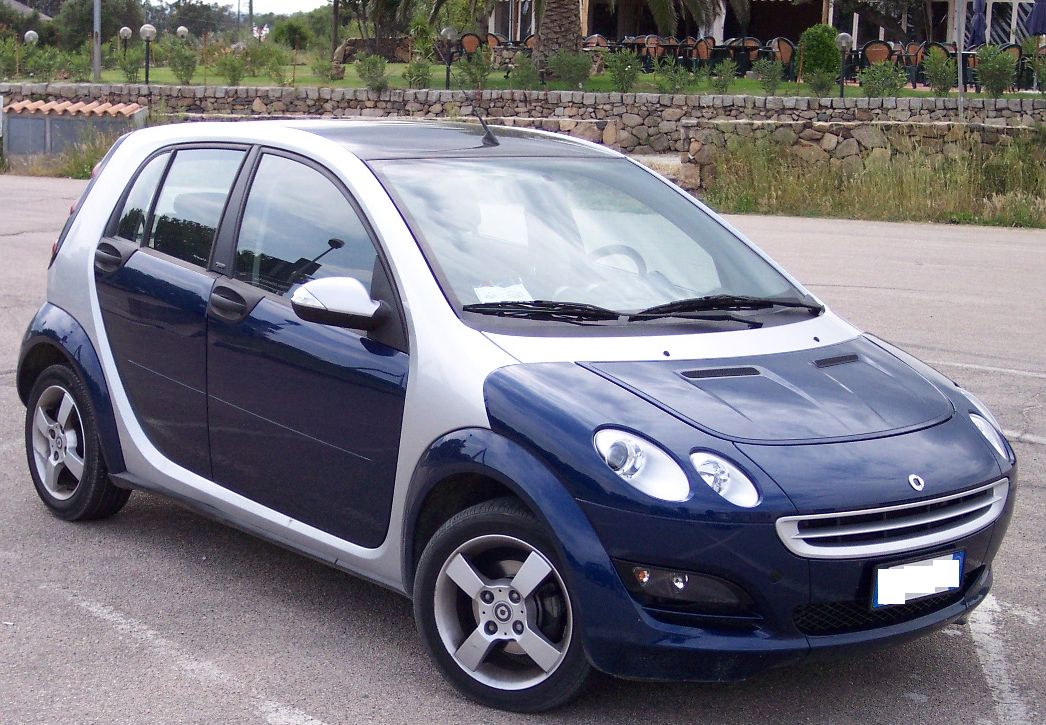
Una Smart Forfour

Nel 2002 entra in gamma, per la piccola due posti, un nuovo motore a benzina, sempre tricilindrico, di 698 cm³ con turbocompressore, più affidabile del precedente motore da 600 cm³, il quale tendeva a durare poche decine di migliaia di chilometri.
L'anno successivo arriva la Smart Roadster, una city car con vocazione sportiva, che condivide della due posti buona parte della meccanica. È declinata in due versioni, Roadster e Coupé. Vengono presentati, nel frattempo, i primi studi della Smart a quattro posti.
La Smart Forfour ("per quattro"), sviluppata sul pianale della Mitsubishi Colt, con schema motore e trazione anteriore, viene presentata nel 2004. Lunga 3,75 m, offre motori a benzina da 1,1 (tre cilindri), 1,3 e 1,5 l (quattro cilindri), turbodiesel da 1,5 litri a tre cilindri. La classica auto con due posti prende il nome di Fortwo ("per due") e il brand MCC sparisce, lasciando il posto al nome SMART.
Inizialmente essa doveva nascere su base FIAT: le due case stavano iniziando un accordo di collaborazione, che non andò mai in porto. Fu realizzato, dal designer Paolo Spada, un prototipo su pianale Fiat Punto, mai mostrato al pubblico e profondamente diverso dal modello di serie.
Nei progetti di espansione della gamma era previsto un modello SUV a trazione integrale, denominato ForMore, con un design ispirato alla Forfour, ma basato sul pianale della Mercedes-Benz Classe C, con motori benzina e diesel da 1.800 fino a 3.000; tuttavia non è mai entrato in produzione, a causa delle scarse vendite della ForFour.

### La crisi e la ripresa

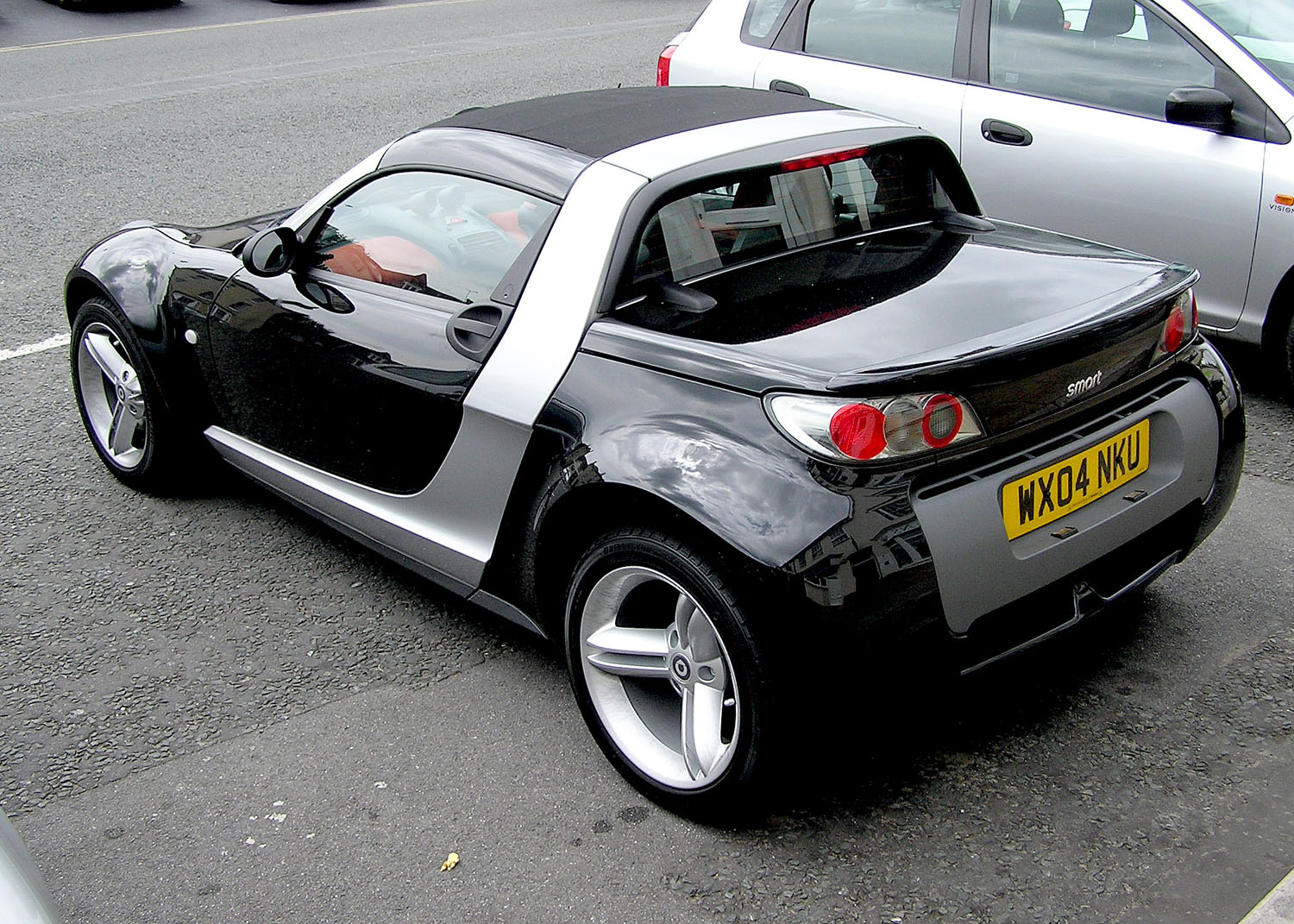
Una Smart Roadster

Il biennio 2005-2006 fu segnato dai conti in rosso e dall'ammontare di debiti per Mercedes (a fine 2006 venne resa nota la cifra, 3,35 miliardi di euro, pari a 4.470€ di passivo per esemplare). Causa di tutto ciò fu l'insuccesso commerciale della Roadster e della neonata Forfour, insediatasi in un segmento dominato da FIAT, Renault e Citroën, oltre al calo delle vendite della Fortwo, che iniziava ad accusare il peso degli anni. La gamma, invece di ampliarsi come promesso appena l'anno prima, vedrà una ristrutturazione totale.
Alla fine del 2005 la Smart Roadster uscì di scena (la sua prevista erede, denominata AC, non vide mai la luce), così come la Forfour pochi mesi dopo. Il progetto della Smart Formore venne definitivamente abbandonato.
Pur di fronte ai pesanti debiti accumulati, la casa madre decise comunque di non chiudere la Smart ma di mettere in produzione la seconda generazione della Fortwo nel 2007: nuovo stile, sicurezza attiva e passiva migliorata (4 stelle nel crash test Euro NCAP, anche grazie a 20 centimetri in più di lunghezza), nuovo motore da 999 cm³ tricilindrico di origine Mitsubishi, in versione aspirata e turbo. Invariato il motore turbodiesel, con un aggiornamento di potenza a 45 cavalli (successivamente a 54). Nel 2012 esce la variante elettrica Electric Drive.
Con la nuova arrivata, il marchio Smart "sbarca" negli Stati Uniti attraverso i concessionari Mercedes-Benz. Di fronte a un iniziale numero di 24 000 esemplari venduti nel 2008, tuttavia, nel 2009 le vendite calano del 60% (14 600 esemplari). Ciò a causa, pare, di frequenti guasti meccanici. Secondo CNW Marketing Research, solo l'8,1% dei clienti Smart di New York l'acquisterebbe di nuovo, mentre la percentuale sale al 19,8% per i clienti di San Francisco.
Per la terza generazione viene siglato un accordo di produzione con Renault per lo sviluppo congiunto della nuova Fortwo e della Renault Twingo. Sulla stessa base, a motore e trazione posteriore, nascono tre modelli: le nuove Fortwo, a due posti, e Forfour (versione allungata della Fortwo) e la nuova Renault Twingo. I motori al lancio sono due, un 999 aspirato e un 900 turbo, entrambi di origine Renault. Inoltre, per la prima volta, viene proposta con cambio manuale oltre a un nuovo automatico a doppia frizione.
Dal 2020 la Casa commercializza solo auto completamente elettriche. Il motore montato posteriormente ha una potenza di 82 CV, mentre la batteria è di capacità di 17,6 kWh, portando la Smart EQ Fortwo Coupé a una autonomia massima di 159 km in ciclo NEDC.

## Controversie
Nel 2006 un piccolo produttore statunitense di automobili elettriche, ZAP (acronimo di Zero Air Pollution, "inquinamento zero"), ha commercializzato negli Stati Uniti la piccola Fortwo attraverso un importatore tedesco, riscuotendo un buon successo commerciale nonostante il prezzo di 25 000 $ (alla stessa cifra, per fare un paragone, un americano poteva acquistare una Ford Mustang). Ciò non è piaciuto ai vertici DaimlerChrysler, che hanno sporto denuncia nei confronti del venditore. La controversia non è ancora conclusa.
La cessata produzione della Forfour, in anticipo di molti anni rispetto agli accordi, ha creato non pochi problemi con la consociata Mitsubishi, poiché la quattro posti tedesca e l'utilitaria giapponese Mitsubishi Colt condividono buona parte dei componenti, con conseguente crescita delle spese da parte dell'azienda nipponica, ora unica produttrice del pianale e dei motori. Mitsubishi ha chiesto un cospicuo risarcimento monetario, accolto dalla Daimler-Chrysler.

## Il Progetto E-mobility Italy
Nel 2010 è partito in Italia il Progetto E-mobility Italy, una sperimentazione basata su una flotta di 100 Smart ED. Le auto sono state distribuite nelle città di Roma (35 auto), Pisa (30 auto) e Milano (35 auto). La sperimentazione, in collaborazione con Enel, intende verificare la possibilità di utilizzare le Smart ED per gli spostamenti in ambito urbano con veicoli elettrici. Per la ricarica dei veicoli si utilizzeranno le colonnine installate da Enel, che funzioneranno secondo lo schema di funzionamento dei contatori elettronici domestici che Enel ha installato nelle case italiane. Le richieste di adesione al progetto sono state oltre 2000, ben superiori alle 100 minime richieste per l'avvio dal progetto. L'energia elettrica utilizzata per la ricarica delle auto deriva da fonti rinnovabili, ed è certificata secondo il sistema RECS (Renewable Energy Certificate System). Il progetto è attivo anche in diverse città estere.

## Serie speciali
Prodotta in soli 2000 esemplari, la Crossblade è una Fortwo senza tetto, portiere e parabrezza (una sorta di golf-kart). È stata prodotta nel giugno del 2002 e monta un motore Brabus da 600 cm³ e 71 CV.
Le versioni sportive delle Smart sono state prodotte in collaborazione con il preparatore tedesco Brabus, il cui marchio identifica i modelli più lussuosi e performanti. Sono nate così le versioni Brabus della Fortwo (primo modello da 600 cm³ e 71 CV a tiratura limitata e con esemplari numerati, 698 cm³ da 75 CV e in edizione limitata nera e rossa da 101 CV e 101 esemplari per colore e un nuovo modello da 999 cm³ da 98 CV, aggiornato a 112 CV), della Roadster (101 CV) e in versione 1400 cm³ biturbo in edizione limitata di 10 esemplari e della Forfour (177 CV).
Nel 2022 è stata introdotta la Smart #1 Brabus, un'edizione completamente elettrica da 428 CV con trazione integrale, che rappresenta il modello più potente mai prodotto dalla casa automobilistica. Questo veicolo offre una combinazione di lusso e prestazioni, tipici del marchio Brabus, con dettagli estetici esclusivi e una configurazione di sospensioni sportive.
Nel 2024, la gamma si è ulteriormente ampliata con la Smart #3 Brabus, caratterizzata da un design sportivo e da ulteriori opzioni di personalizzazione tipiche di Brabus, come cerchi specifici da 19 e 21 pollici e un assetto ribassato. Nello stesso anno è stato presentato in Cina il SUV #5 che arriverà in Europa nel corso del 2025.

## Modelli
| Anni          | Modello                                                                                             | Immagine |
| ------------- | --------------------------------------------------------------------------------------------------- | -------- |
| 1998-2003     | Smart City Coupé & City Cabrio (A450)                                                               |          |
| 2001-2004     | Smart K (solo Giappone)                                                                             |          |
| 2002-2003     | Smart Crossblade                                                                                    |          |
| 2003-2007     | Smart City Coupé & City Cabrio (rinominata in Fortwo nel 2004) (A450)                               |          |
| 2003-2005     | Smart Roadster Coupé (R452) e Roadster Cabrio (C452)                                                |          |
| 2004-2006     | Smart Forfour (W454)                                                                                |          |
| 2007-2015     | Smart Fortwo (C451) e Fortwo Cabrio (A451)                                                          |          |
| 2008-2016     | Smart Fortwo Electric Drive (anche conosciuta come ED) (C453) e Fortwo Cabrio Electric Drive (A453) |          |
| 2014-2019     | Smart Forfour (W453)                                                                                |          |
| 2014-2022     | Smart Fortwo (C453) e Fortwo Cabrio (A453)                                                          |          |
| 2017-2022     | Smart EQ Forfour                                                                                    |          |
| 2017-2023     | Smart EQ Fortwo ed EQ Fortwo Cabrio                                                                 |          |
| 2022–presente | Smart #1                                                                                            |          |
| 2023–presente | Smart #3                                                                                            |          |